# Кхарі-болі

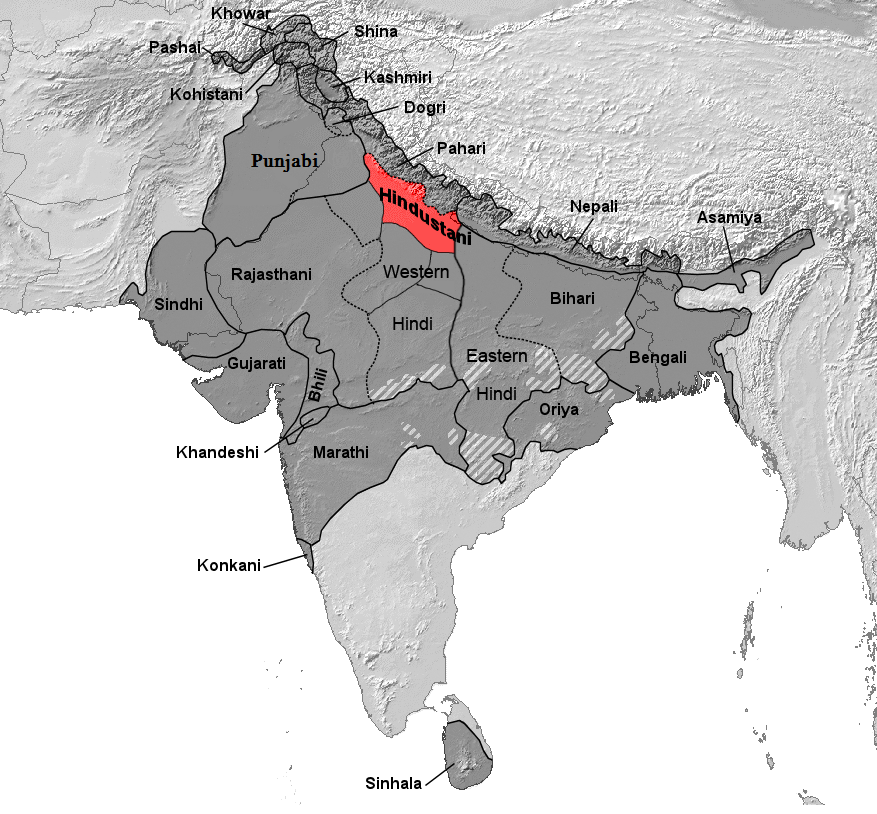
Поширення кхарі-болі

Кхарі-болі (खड़ी बोली kʰəɽiː boːliː «правильна мова») — розмовна мова Північної Індії. З XVI ст. сприймалася індійськими мусульманами як «мова Індостану» (гундустані), «мова індусів» (гіндаві, гіндуї, гінді).
У XIX ст. кхарі-болі почали використовувати в літературно-художніх творах, за нею закріпилася назва «гінді», а брадж і авадхі стали сприйматися як діалекти. Впровадження в літературний обіг кхарі-болі гінді ознаменувалося одночасно активним поповненням його лексики з санскриту. Таким чином, кхарі-болі дала життя двом літературним мовам Індії — урду та гінді, перша з яких — це збагачена арабсько-перською лексикою і закріплена в арабському шрифті кхарі-болі, а друга — та ж, але рясно санскритизована кхарі-болі (шрифт девангарі).
У розвитку кхарі-болі та гінді велику роль зіграв Форт-Вільям-коледж, в стінах якого були створені перші обробки епічних сюжетів. Серед співробітників коледжу значний внесок мали Садасукхлал (1746—1824), Інда Аллахан (помер у 1878) і Лаллуджа Лал (1763—1835). Багато зробив для зростання престижу кхарі-болі громадський діяч і літератор Бхаратенду Харішчандра, якого вважають «батьком літератури гінді», «першовідкривачем епохи культурного відродження».